# Cheng Shin Rubber
Cheng Shin Rubber Industry Co. (chiń. 正新橡膠工業股份有限公司; pinyin Zhèngxīn Xiàngjiāo Gōngyè Gǔfèn Yǒuxiàn Gōngsī) – przedsiębiorstwo chemiczne działające na Tajwanie, producent opon.
Firma została założona w 1967 roku, początkowo produkowała opony rowerowe, w późniejszym czasie poszerzyła asortyment o opony samochodowe, motocyklowe oraz opony do maszyn rolniczych i przemysłowych. Zakłady produkcyjne zlokalizowane są na Tajwanie, w Wietnamie i Tajlandii. Planowana jest także budowa nowych fabryk w Indonezji oraz Indiach. Przedsiębiorstwo jest właścicielem marki Maxxis, pod którą sponsoruje liczne imprezy sportowe.

## Źródła
- Cheng Shin Rubber w rankingu Forbesa